# Castello di Cleydael
Il castello di Cleydael (in francese château de Cleydael) è un castello della provincia di Anversa in Belgio, situato nel comune di Aartselaar.

## Storia
Parti dell'edificio risalgono al XIV secolo.
Il castello fu la residenza dei signori di Cleydael fino alla fine del XVIII secolo.
Nelle sue dipendenze vi ha oggi sede il Cleydael Golf & Country Club.
Il castello, dopo essere stato per alcuni anni proprietà del golf club, è nuovamente diventato proprietà privata.